# ندای وظیفه: جنگاوری پیشرفته
ندای وظیفه: جنگاوری پیشرفته (به انگلیسی: Call of Duty: Advanced Warfare) یک بازی ویدئویی تیراندازی اول شخص محصول سال ۲۰۱۴ که توسط اسلج‌همر گیمز توسعه یافته و بوسیلهٔ اکتیویژن برای مایکروسافت ویندوز، پلی‌استیشن ۴ و اکس‌باکس وان انتشار یافته‌است، در حالی که ساخت نسخه کنسول‌های پلی‌استیشن ۳ و اکس‌باکس ۳۶۰ بر عهده استودیوهای مون بود. این بازی یازدهمین بخش از سری بازی‌های ندای وظیفه و اولین آن که توسط اسلج‌همر گیمز توسعه یافته‌است.

## روند بازی
بازی شامل تغییرات زیادی است؛ برخلاف سایر عناوین سری ندای وظیفه، جنگاوری پیشرفته از حالت منظر بیننده سنتی استفاده نمی‌کند و تمام اطلاعات مربوط به بازیکن به شکل هولوگرافیک از اسلحه نمایش داده می‌شود و همین‌طور مکانیک‌های جدید مثل حرکات مربوط به لباس EXO و سیستم شلیک معمولی تغییر نیافته در بازی وجود دارد. با توجه به کار بازیکن، بعد از تمام کردن ماموریت‌ها بازیکن مقدار مشخصی امتیاز ارتقاء برای بهبود لباس EXO یا اسلحه دریافت می‌کند. بازیکن می‌تواند نارنجک را از میان انواع نارنجک مثل نارنجک هوشمند انتخاب کند. در بازی هم اسلحهٔ سنتی و هم اسلحهٔ پیشرفته مثل تفنگ‌های لیزری وجود دارد.

## داستان
در سال ۲۰۵۴، جک میچل (تروی بیکر) و سرجوخه ویلیام آیرونز (پاول تلفر) از سپاه تفنگداران دریایی ایالات متحده در یکی از عملیات‌هایی که در برابر تجاوزهای کرهٔ شمالی در سئول انجام می‌شود، به فرماندهی سرگرد کورماک (راسل ریچاردسون) حضور دارند. در این عملیات ویل کشته شده و میچل دستش را از دست می‌دهد، که همین باعث انفصال از خدمت نیروهای نظامی می‌شود. در پایان مراسم خاکسپاری ویل، رئیس مجموعهٔ اطلس، جاناتان آیرونز (کوین اسپیسی) پدر ویل به او پیشنهاد کار می‌دهد. مجموعهٔ اطلس یک ارتش نظامی خصوصی است. همچنین جاناتان آیرونز به او اطمینان می‌دهد که یک دست ساختگی به جای دست از دست‌رفته‌اش به کار برده می‌شود.
در همین حین یک گروه تروریستی به نام کی‌وی‌اِی، که توسط یک فناوری‌هراس به نام جوزف چخیدزه (شریف ابراهیم) رهبری می‌شود، چندین عملیات تروریستی انجام می‌دهند که باعث می‌شود دنیا از اطلس بخواهد تا جلوی آن‌ها را بگیرند. همزمان کی‌وی‌ای حملات دیگری علیه دیگر نیروگاه‌های هسته‌ای در سراسر دنیا انجام می‌دهد که شهرهای متعددی را درگیر پرتوهای رادیواکتیو می‌کند و هزاران نفر را به کام مرگ فرو می‌برد و باعث آشفتگی دولت‌های ملی و ارتش‌ها می‌شود. در این حال اطلس به عنوان نیروی نظامی برتر در جهان ظهور کرده و به شهروندانی که از این حملات آسیب دیده‌اند، یاری می‌رساند و در برابر حملات وحشیانهٔ کی‌وی‌ای می‌ایستد.
چهار سال بعد در سال ۲۰۵۹، میچل و گیدئون برای بازداشت دکتر پی‌یر دانویس (اریک پاسوجا) به دیترویت که به خاطر تابش پرتوهای رادیواکتیو به یک شهر متروکه بدل گشته، اعزام می‌شوند. معاون فرماندهٔ کی‌وی‌ای اعتراف می‌کند که هیدس در سانتورینی، یونان حضور دارد و در آنجا همایشی ترتیب داده‌است. میجل به همراه دیگر سربازان اطلس به سانتورینی می‌روند و هیدس را می‌یابند. سربازان اطلس، با پشتیبانی میچل به وسیلهٔ پهباد، وارد محل اقامت هیدس می‌شوند و او را از بین می‌برند اما بعد از آن اعلام می‌شود که او هیدس نبوده‌است. میچل برای گرفتن هیدس همراه با ایلونا (آنجلا گاتز) به مسیر عبوری کاروان همراهان هیدس رفته و مینی را روی زمین کار می‌گذارد. پس از انفجار مین، هیدس با آن‌ها درگیر می‌شود و میچل گلوی او را می‌بُرد. هیدس در حالی که جان می‌دهد تنها این جملات را می‌گوید: «آیرونز می‌داند…» و یک ریزتراشهی اطلاعاتی را به میچل می‌دهد. ایلونا که قبلاً از اعضای نیروهای ویژهٔ روسیه بوده و در حال حاضر در اطلس کار می‌کند، تراشه را آنالیز می‌کند. این تراشه حاوی تصویری است که نشان می‌دهد آیرونز کارشناس تکنولوژی‌ای که در نیجریه گرفته بودند را پس از اینکه اعتراف می‌کند کی‌وی‌ای در حال تدارک حمله به نیروگاه‌های هسته‌ای است، می‌کشد. این نشان می‌دهد که آیرونز برای آنکه اطلس قدرت و اعتبار بیشتری کسب کند، اجازه داده تا حمله به نیروگاه‌ها رخ دهد. آیرونز، ایلونا و میچل را بازداشت می‌کند و می‌گوید این فیلم ساختگی است. گیدئون حرف آیرونز را پذیرفته و با او می‌رود. ایلونا و میچل نیز کمی بعد از دفتر مرکزی اطلس در بغداد نو تازه ساخته شده، می‌گریزند. در همین حال یک صدایی مرموز آن‌ها را راهنمایی می‌کند که چه کار کنند. کمی بعد آن‌ها صاحب صدای مرموز را می‌بینند که یکی از فرماندهان سابق میچل، کورماک است. کورماک در حال حاضر عضوی از گروه نگهبانان است. نگهبانان یک نیروی نظامی چندملیتی است که در ابتدا برای تحقیق دربارهٔ حملات کی‌وی‌ای به نیروگاه‌های هسته‌ای ساخته شده بود، اما بعداً هدف جدیدی برای گروهشان تعریف کردند و سعی می‌کنند جلوی رشد بی‌رویهٔ قدرت اطلس را بگیرند. در حالی که ایلونا و میچل مترصد سوار شدن بر هواپیمای کورماک هستند، گیدئون آن‌ها را می‌یابد اما آن‌ها را رها می‌کند و خودش در کنار آیرونز می‌ماند تا اطلاعات بیشتری کسب نماید.

### کمپین
در بخش تک‌نفره بازی بر خلاف سایر نسخه‌های سری، بازیکن تنها کنترل یک شخصیت به نام جک میتچل (با بازی تروی بیکر) را در دست دارد. بازی همانند ندای وظیفه: بلک اپس ۳ از صحنه‌های سینمایی از پیش ساخته شده در داستان سرایی استفاده می‌کند. میچل به همراه گیدیون (گیدیون امری)، جوکر (جرمی کنت جکسون) و دیگر سربازان اطلس، برای نجات نخست‌وزیر نیجریه و دستگیری تکنیسین کی‌وی‌ای به لاگوس که درگیر برگزاری همایش فناوری است، فرستاده می‌شوند. البته در سال ۲۰۵۵، عملیات‌های کی‌وی‌ای پیچیده‌تر شده و میچل و دوستانش موفق نمی‌شوند جلوی آن‌ها را که می‌خواهند باعث ذوب‌شدن سوخت هسته‌ای در بین‌بریج آیلند، واشینگتن بگیرند.

## بازتاب‌ها
| گردآورنده | امتیاز                                 |
| --------- | -------------------------------------- |
| متاکریتیک | (PC) 78/100 (PS4) 83/100 (XONE) 81/100 |

| ناشر                      | امتیاز |
| ------------------------- | ------ |
| الکترونیک گیمینگ مانثلی   | 9/10   |
| گیم اینفورمر              | 9/10   |
| گیم‌اسپات                  | 8/10   |
| گیم‌تریلرز                 | 8.7/10 |
| جاینت بامب                | [ ۹ ]  |
| آی‌جی‌ان                    | 9.1/10 |
| جویستیک                   | [ ۱۱ ] |
| اواکس‌ام (بریتانیا)        | 8/10   |
| پولیگان                   | 9/10   |
| PlayStation LifeStyle.net | 9/10   |
| USGamer                   | 3.5/5  |

جاش هارمون منتقد از مجلهٔ الکترونیک گیمینگ مانثلی بخش چندنفرهٔ بازی را «عمیق‌ترین، مفرح‌ترین و حرفه ای‌ترین عنوان چندنفره از این سری تا به امروز معرفی کرد.»
بازی در بخش بهترین فناوری گرافیک در آی‌جی‌ان ۲۰۱۴ برنده شد.